# Crkva sv. Roka u Zagrebu
Crkva sv. Roka je katolička crkva koja se nalazi u Rokovom perivoju iznad Britanskog trga, u Zagrebu. Perivoj je dobio ime po kepeli sv. Roka.

## Opis
Crkva sv. Roka jednobrodna je crkva sa zabatnim pročeljem podignuta iza 1647. kao zavjet građana Gradeca protiv kuge. Drveni tornjić s piramidnom kapom, pokriven šindrom, u liniji je glavnog pročelja iznad zabata. Drveni glavni oltar je iz 18. st. dok ostali inventar i drveno pjevalište potječe iz prve polovine 19. stoljeća. Na pročeljima je očuvan oslik iz 17. st. i sunčani sat.

## Zaštita
Pod oznakom Z-458 zavedena je kao nepokretno kulturno dobro - pojedinačno, pravna statusa zaštićena kulturnog dobra, klasificirano kao "sakralna graditeljska baština".

## Galerija
- Prednje pročelje i ulazna vrata
- Bočno pročelje
- Slika na fasadi
- Tabla s informacijama o kapeli i perivoju